# Skowron pustynny
Skowron pustynny (Alaemon alaudipes) – gatunek średniej wielkości ptaka z rodziny skowronków (Alaudidae). Występuje na Wyspach Zielonego Przylądka, Saharze, Półwyspie Arabskim i dalej na wschód po Indie.

## Taksonomia

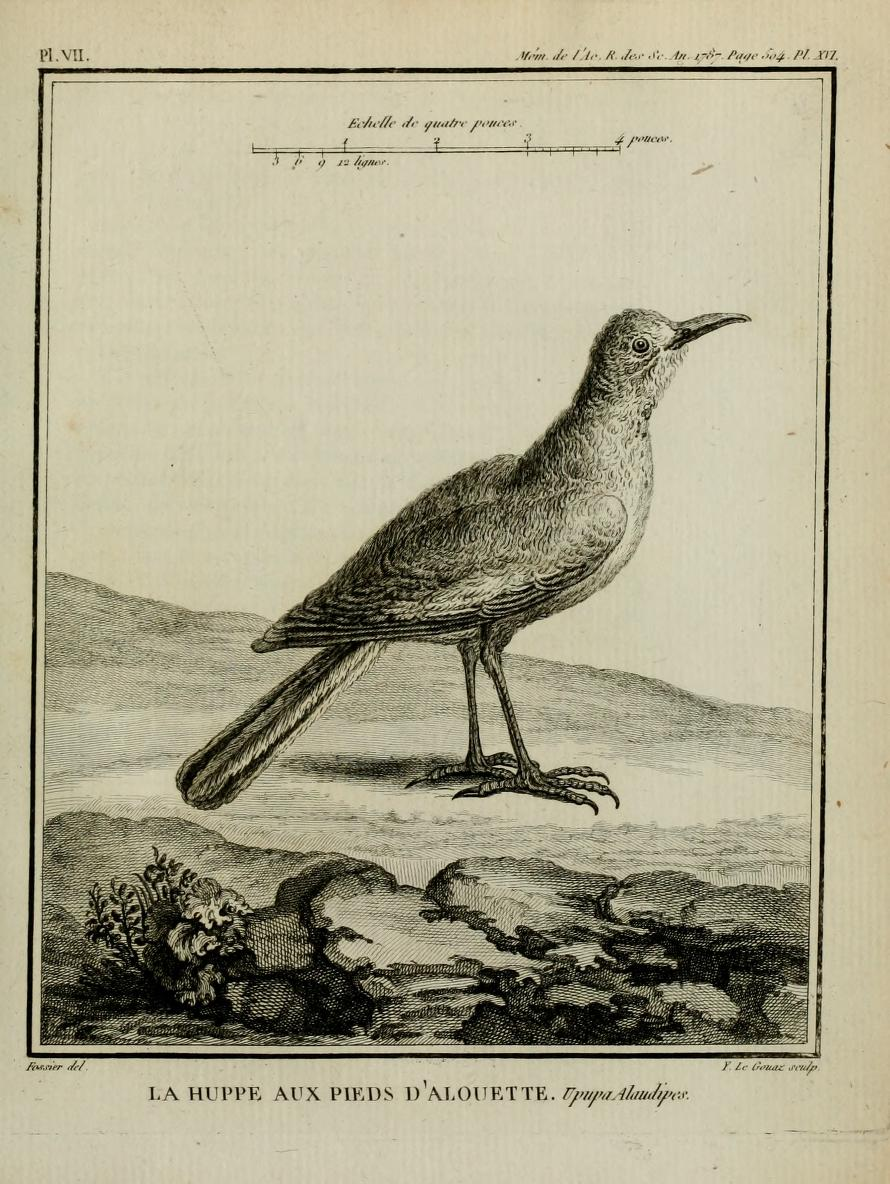
Rycina załączona do pierwszego opisu

Po raz pierwszy gatunek opisał René Louiche Desfontaines. Opis ukazał się w 1789 na łamach „Histoire de l’Académie royale des sciences”, zawierał dołączoną doń czarno-białą rycinę. Autor nadał nowemu gatunkowi nazwę Upupa alaudipes. Holotyp pochodził z Tunezji, wtedy należącej do terenów zwanych przez Europejczyków Berberią. Obecnie (2021) Międzynarodowy Komitet Ornitologiczny (IOC) umieszcza skowrona pustynnego w rodzaju Alaemon. 

### Podgatunki
IOC wyróżnia cztery podgatunki, te same uznają autorzy Handbook of the Birds of the World. Chronologicznie najpóźniej opisany został Alaemon alaudipes boavistae, który w 1917 przedstawił na łamach „Bulletin of the British Ornithologists’ Club” Ernst Hartert. Przedstawił jedynie opis upierzenia, bez wymiarów, i miejsce odłowienia holotypu (Boa Vista). Wcześniej, w 1868, Tommaso Salvadori opisał na łamach „Atti Reale Accademia delle Scienze di Torino” podgatunek Alaemon alaudipes doriae, który uznał za osobny gatunek nazwany Certhilauda doriae. Holotyp pochodził z Egiptu. Alaemon alaudipes desertorum został opisany przez Stanleya w 1814; opis ukazał się w „Voyage en Abyssinie”. Początkowo podgatunek otrzymał nazwę Alauda desertorum. Holotyp pochodził z Etiopii.

## Nazewnictwo
Epitet gatunkowy alaudipes pochodzi od dwóch łacińskich słów: alauda – skowronek i pes – stopa. Skowron pustynny to jedyny gatunek z takim epitetem gatunkowym. W języku angielskim ptaki te nazywane są Greater Hoopoe-lark lub po prostu Hoopoe Lark; w użyciu są także nazwy Bifasciated Lark i Large Desert Lark.

## Podgatunki i zasięg występowania
IOC wyróżnia następujące podgatunki:
- A. a. boavistae Hartert, 1917 – dwie spośród Wysp Zielonego Przylądka – Boa Vista i Maio[9]
- A. a. alaudipes (Desfontaines, 1789) – Sahara (od południowego Maroka po Mauretanię, północne i centralne Mali, środkowy Niger, centralny i wschodni Czad oraz północny Sudan) na wschód po Syrię, Jordanię i północny Półwysep Arabski[9]
- A. a. desertorum (Stanley, 1814) – wybrzeże Morza Czerwonego od wschodniego Sudanu (Port Sudan) na południe po północno-zachodnią Somalię oraz obszar od centralnej Arabii Saudyjskiej (okolice Dżuddy) na południe po południowy Jemen (okolice Adenu)[9]
- A. a. doriae (Salvadori, 1868) – Irak, wschodni Półwysep Arabski na wschód po Pakistan i przyległy obszar północno-zachodnich Indii[9]

2 maja 1997 zabłąkany osobnik pojawił się w delcie rzeki Göksu; było to pierwsze stwierdzenie gatunku w Turcji. Zagubione ptaki pojawiały się też na Malcie, do 1977 włącznie odnotowywane były 13 razy.

## Morfologia
Długość ciała wynosi 19–23 cm, masa ciała u samców podgatunku nominatywnego: 39–47 g, u samic: 30–39 g; u samców A. a. doriae: 47–51 g.
Opis dotyczy podgatunku nominatywnego. Wierzch ciała piaskowy, czerwonawy, jaśniejszy na kuprze i górnych pokrywach ogonowych, a bardziej szary na głowie i karku. Lotki ciemnobrązowe, u nasady białe. Lotki II rzędu białe, na środku widnieje czarna plama. W locie dobrze widoczne są podwójny biały pas na czarnym skrzydle i czarno-biały ogon. Spód ciała biały lub jasnopłowy, na piersi dostrzec można ciemnobrązowe plamy. W upierzeniu dymorfizm płciowy nie występuje, samice są jednak mniejsze. Tęczówka brązowa, górna szczęka ołowianoszara lub szarobrązowa, żuchwa jaśniejsza. Nogi i stopy białawe, w kolorze porcelany. Osobniki z Wysp Zielonego Przylądka w porównaniu do ptaków podgatunku nominatywnego są na grzbiecie ciemniejsze, bardziej brązowe (zwłaszcza między skrzydłami i na kuprze), do tego cechują je krótsze dzioby. U reprezentantów A. a. desertorum plamy na piersi są wyraźniejsze – większe i o intensywniejszej barwie.
U ptaków młodocianych brak kropkowania na piersi, ponadto ich wierzch ciała pokrywają czarnobrązowe pasy, a pióra na tym obszarze mają jasne krawędzie. Pisklęta są pokryte bardzo jasnym, płowobiałym puchem.
Wymiary dla ptaków podgatunku nominatywnego (nieokreślona liczba osobników): długość skrzydła: 118–130 mm u samca, 108–116 mm u samicy; długość dzioba: 25–27 mm u samca, 21–24 mm u samicy; skoku – 33–35 mm.
Wymiary dla nieokreślonej liczby ptaków podgatunku A. a. doriae (w milimetrach):
|    | Długość skrzydła | D. dzioba (od nasady w czaszce) | D. skoku | D. ogona |
| -- | ---------------- | ------------------------------- | -------- | -------- |
| ♂♂ | 126–137          | 30–35                           | 34–37    | 79–99    |
| ♀♀ | 116–119          | ~27                             | 30–32    | ~75      |

Wymiary dla 3 osobników z Dżibuti podgatunku A. a. desertorum:
|     | Długość skrzydła | D. dzioba (wzdłuż górnej krawędzi) | D. skoku | D. ogona |
| --- | ---------------- | ---------------------------------- | -------- | -------- |
| 3 ♂ | 123–125          | 30–33                              | 34–36    | 86, 91,5 |
| 1 ♀ | 114              | 29                                 | 33       | 84,5     |

## Ekologia i zachowanie

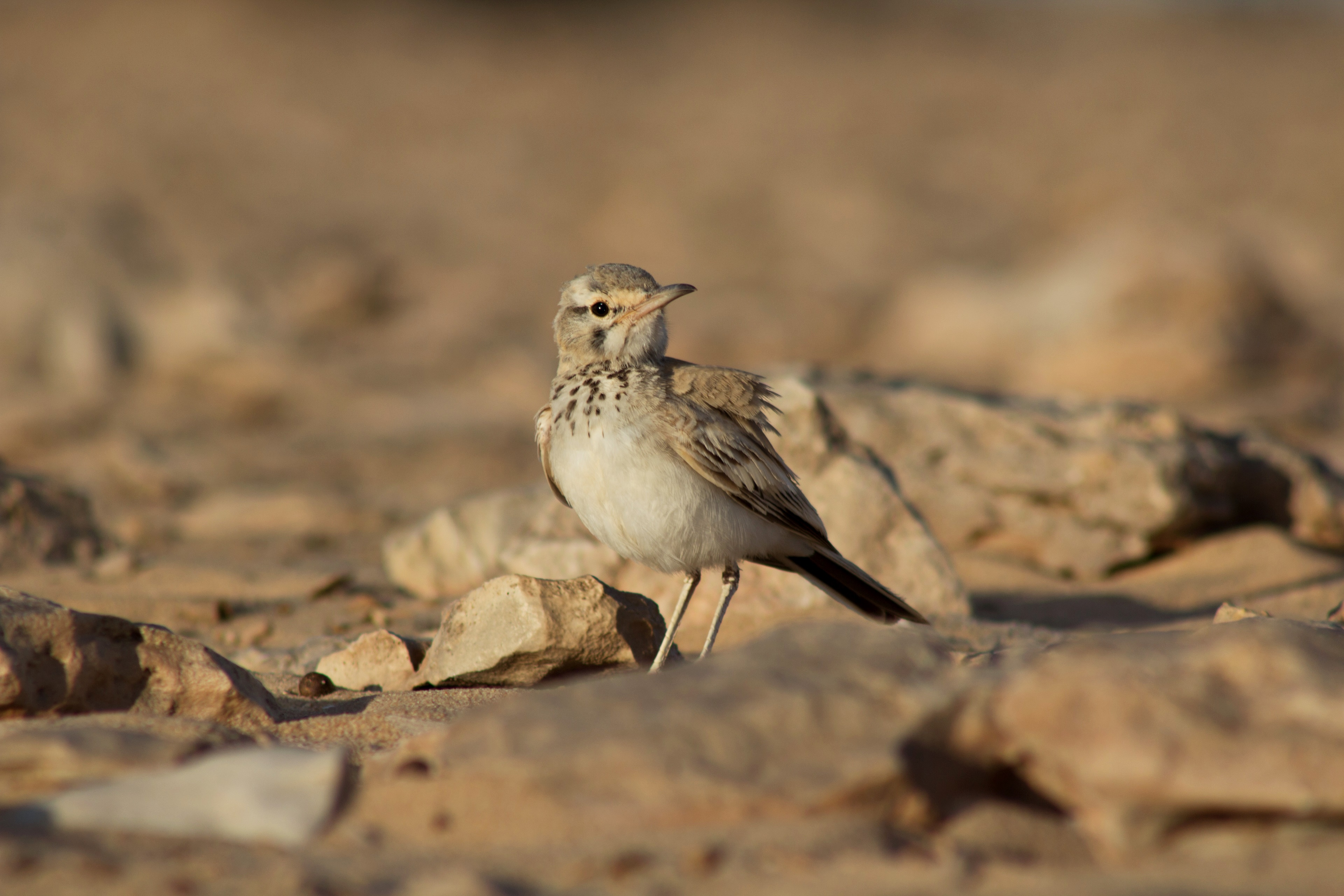
Skowron pustynny (zdjęcie z okolic granicy mauretańsko-marokańskiej)

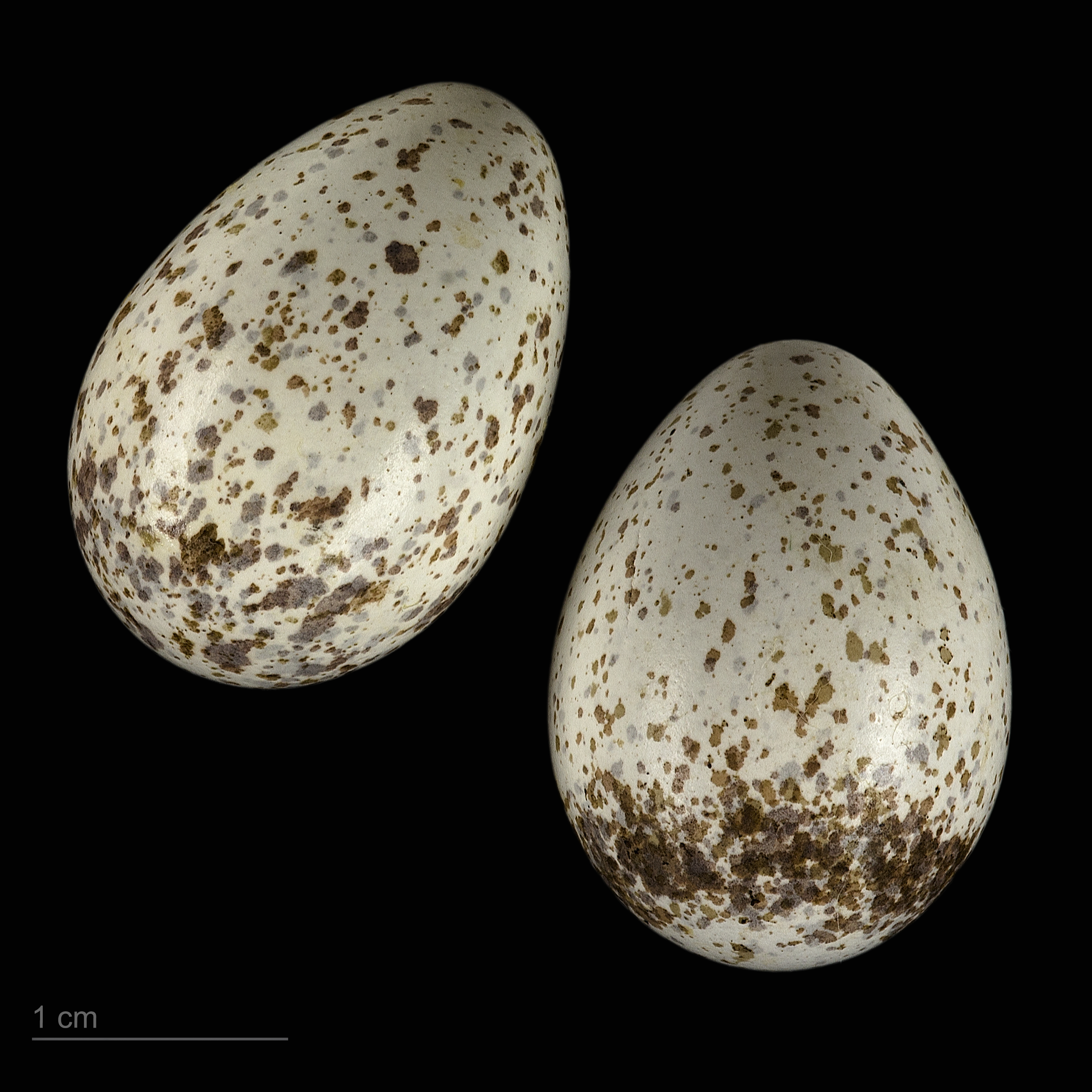
Alaemon alaudipes alaudipes

Skowrony pustynne zamieszkują pustynie i półpustynie, a także całkowicie nagie solniska. W rezerwacie Mahazat as-Sayd, gdzie występują te ptaki, średnia roczna suma opadów wynosi 90 ± 70 mm. Znajdują się tam głównie płaskie obszary pokryte żwirem i trawami (m.in. prosem Panicum, Stipagrostis i Lasurius) i małymi krzewami, jak solanka (Salsola) i indygowiec (Indigofera), poprzedzielane uedami, których brzegi porastają akacje (Acacia).
Skowrony pustynne spotykane są przeważnie pojedynczo lub w parach, w których poszczególne osobniki są od siebie stosunkowo daleko. Swoim zachowaniem skowronki te przypominają rączaki (Cursorius). Drepczą, co jakiś czas gwałtownie się zatrzymując i prostując się lub wyciągając z ziemi pokarm. Przed zagrożeniem zwykle uciekają piechotą, do lotu podrywają się niechętnie i tylko w razie konieczności. Lot podobny jak u dzierlatki (Galerida cristata); sprawia wrażenie, jakby ptak się błąkał. Pożywienie stanowią niewielkie chrząszcze (Coleoptera) i inne bezkręgowce, głównie zjadane z traw; do tego nasiona sodówki (Sueda) i innych pustynnych roślin.
Zaobserwowano skowrony pustynne chroniące się przed upałem w norach biczogonów egipskich (Uromastyx aegyptia); podobnie czyniły obserwowane skowrończyki arabskie (Eremalauda dunni), skowroniki rudawe (Ammomanes cinctura) i pustynki białoczelne (Eremopterix nigriceps). Badania prowadzono w Rezerwacie Mahazat as-Sayd (centralna Arabia Saudyjska). W środku dnia temperatura powierzchni, po jakiej przyszło poruszać się ptakom, nierzadko przekraczała 60 °C, a we wspomnianym regionie temperatura powietrza w cieniu może sięgać 46 °C. Zwykle ptaki przebywały w norach między 11 a 16. Podczas gdy temperatura powietrza osiągała 44,1 ± 1,2 °C, a temperatura ziemi – 57,9 ± 3,6 °C, w norze temperatura powietrza wynosiła 41,5 ± 1,7 °C, zaś temperatura podłoża w norze – 38,6 ± 1,3 °C. Ptaki kryją się również w cieniu akacji lub siadają na czubkach drzew, unikając nagrzanego podłoża. Siadają także pod osłoną Corchorus depressus, mającej grubą, mocną łodygę i ciemnozielone liście. Płoży się ona po ziemi, tworząc gęste połacie roślinności, a jej liście są w dotyku zimniejsze niż inne rośliny badane w danym obszarze (środkowej Arabii Saudyjskiej).

### Lęgi

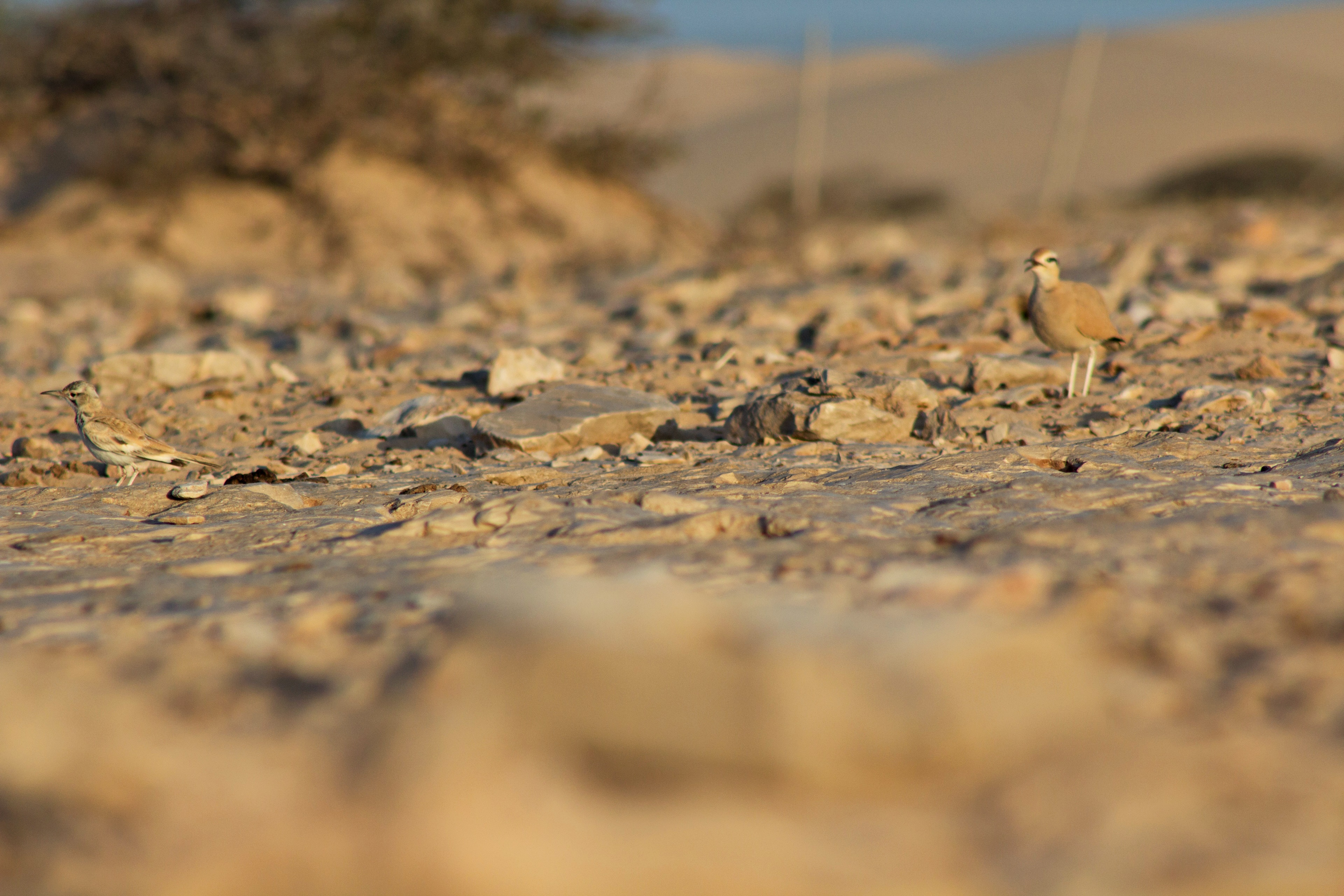
Skowron pustynny i inny pustynny ptak: rączak zwyczajny (Cursorius cursor)

Na Wyspach Zielonego Przylądka okres lęgowy trwa od października do marca, a w środkowej Arabii Saudyjskiej – od lutego do czerwca. W październiku 1992 zaobserwowano ptaka karmiącego młode, co było wynikiem przedłużonego skutku nagłych sierpniowych opadów okresu lęgowego. W Indiach i Pakistanie okres lęgowy trwa od marca do czerwca, prawdopodobnie przedłuża się po wrzesień. 
Gniazdo to niechlujna struktura zbudowana m.in. z gałęzi z zagłębieniem pośrodku (średnica ok. 7,5 cm, głębokość – 4 cm). Wyściełane jest delikatnymi gałązkami, źdźbłami traw i pierzem. Umiejscowienie gniazd w rezerwacie Mahazat as-Sayd badane w roku 2001 zmieniało się zależnie od pory sezonu lęgowego: we wczesnym sezonie lęgowym ptaki lokowały gniazda głównie na ziemi (70%), lecz pod koniec sezonu przeważały gniazda w krzewach (77%). W zniesieniu od 2 do 4 jaj. Skorupki jaj u A. a. desertorum mają barwę białą, pokrywają je grube, żółtobrązowe kropki. Skorupka połyskliwa. Skorupka jaj u A. a. doriae opisana jest jako biała po jasnopłową, pokryta czerwonobrązowymi kropkami i delikatniejszymi lawendowymi i szarymi plamkami. Wymiary średnie dla 15 jaj: 23,8 na 17,5 mm. Wysiadują obydwa ptaki z pary. U ptaków badanych w Arabii Saudyjskiej inkubacja trwa 12–13 dni, po wykluciu młode przebywają w gnieździe 10–12 dni, zanim staną się w pełni opierzone. Gdy skowron pustynny pragnie odciągnąć drapieżnika od gniazda, biega z opuszczonym skrzydłem, symulując poważny uraz. Młode, nim nauczą się latać, potrafią już szybko biegać.

## Status i zagrożenia
IUCN uznaje skowrona pustynnego za gatunek najmniejszej troski (LC, Least Concern) nieprzerwanie od 1988 (stan w 2020). BirdLife International uznaje trend populacji za spadkowy ze względu na doniesienia o lokalnych spadkach liczebności. Wymienia 71 ostoi ptaków IBA, w których stwierdzono skowrony pustynne. Są to m.in.: Tibesti, pustynia Registan, dwa algierskie parki narodowe: Ahaggaru i Tasili Wan Ahdżar, archipelag Dahlak oraz dwa mauretańskie parki narodowe: Banc d’Arguin i Diawling.